# بعد چهارم (کتاب)
بعد چهارم نام یک کتاب ادبی است که توسط موریس مترلینک، نویسندهٔ اهل بلژیک نوشته شده‌است.